# Pelota op de Olympische Zomerspelen 1968
Pelota was op de Olympische Zomerspelen van 1968 in Mexico-Stad een demonstratiesport. De sport stond voor de derde keer op het olympisch programma en voor de tweede keer als demonstratiesport.
Gespeeld werd er op diverse banen in Mexico-Stad en Acapulco. Aan de wedstrijden deden zeven landen mee.

## Onderdelen
| Rang   | Spelers                                | Land             |
| ------ | -------------------------------------- | ---------------- |
| Goud   | gebroeders Mirapeix Beascoechea Arrien | Spanje           |
| Zilver | Etcheverry Camy Borra Fourneau         | Frankrijk        |
| Brons  | gebroeders Hamui Andrade Lanzagorta    | Mexico           |
| 4      | Lazengy Tinkham Burques Carballo       | Verenigde Staten |
| 5      | Riego Yambaq San Diego Peñalosa        | Filipijnen       |

| Rang   | Spelers                              | Land             |
| ------ | ------------------------------------ | ---------------- |
| Goud   | Becerra Rendon Gastelumendi Baltazar | Mexico           |
| Zilver | Sehter Utge Goyeche Caresella        | Argentinië       |
| Brons  | Iroldi D'Alba Bell                   | Uruguay          |
| 4      | Moncrieff Vinton Sammis Daniels      | Verenigde Staten |

| Rang   | Spelers                                   | Land       |
| ------ | ----------------------------------------- | ---------- |
| Goud   | gebroeders Bareilts Berrotaran Goicoechea | Frankrijk  |
| Zilver | Ancizu Caballero Reyzabal Casado          | Spanje     |
| Brons  | Sanchez Beltran Del Valle                 | Mexico     |
| 4      | Bizzozzero Sehter Utge                    | Argentinië |
| 5      | Bernal Bell Iroldi                        | Uruguay    |

| Rang   | Spelers                              | Land             |
| ------ | ------------------------------------ | ---------------- |
| Goud   | Loaiza Hernandez Sanciprian          | Mexico           |
| Zilver | Sehter Utge                          | Argentinië       |
| Brons  | Garraus Lersundi Irigaray            | Spanje           |
| 4      | Germane Sanchez                      | Uruguay          |
| 5      | Etcheverry Millet Hirigoyen          | Frankrijk        |
| 6      | Murphy Equires Tully Malpern Shaefer | Verenigde Staten |

| Rang   | Spelers                                | Land      |
| ------ | -------------------------------------- | --------- |
| Goud   | Esquisabel Basabe Sacristan Iruzubieta | Spanje    |
| Zilver | Arrillaga Minondo Lissar Etchegoin     | Frankrijk |
| Brons  | Hernández Tovar Rivero Izquierdo       | Mexico    |

## Medaillespiegel
| rang   | land       | goud | zilver | brons | totaal |
| ------ | ---------- | ---- | ------ | ----- | ------ |
| 1      | Spanje     | 2    | 1      | 1     | 4      |
| 2      | Mexico     | 2    | 0      | 3     | 5      |
| 3      | Frankrijk  | 1    | 2      | 0     | 3      |
| 4      | Argentinië | 0    | 2      | 0     | 2      |
| 5      | Uruguay    | 0    | 0      | 1     | 1      |
| totaal | totaal     | 5    | 5      | 5     | 15     |

N.B.: Omdat het om een demonstratiesport ging, tellen de medailles niet mee voor het medailleklassement.
Parijs 1900 · 
Parijs 1924 (demonstratie) · 
Mexico-stad 1968 (demonstratie) · 
Barcelona 1992 (demonstratie)
Olympische medaillewinnaars
Atletiek · Basketbal · Boksen · Gewichtheffen · Hockey · Kanovaren · Moderne vijfkamp · Paardensport · Pelota (demonstratie) · Roeien · Schermen · Schietsport · Schoonspringen · Tennis (demonstratie) · Turnen · Voetbal · Volleybal · Waterpolo · Wielersport · Worstelen · Zeilen · Zwemmen